# Тіньолюб рудовусий
Тіньолюб рудовусий (Phryganophilus ruficollis) — вид жуків родини тіньолюбів (Melandryidae).

## Поширення
Вид поширений в Європі та Північній Азії. Мешкає у лісах.

## Опис
Жук завдовжки до 4 см. Надкрила довгасті, чорного кольору. Передньоспинка червона. Голова чорна.

## Спосіб життя
Жуки та личинки живляться гнилою деревиною дуба, в'яза, берези, бука, клена, ліщини і сосни.